# Det stora barnkalaset
Det stora barnkalaset är en svensk kortfilm från 1981 regisserad av Judith Hollander. Författaren Barbro Lindgren och Judith Hollander skrev manus tillsammans. I rollerna ses Mona Seilitz, Johannes Brost, Wallis Grahn, Lena Dahlman, Hans V. Engström och Gunvor Pontén.

## Handling
Mamma Anna tvingar sin son Åke att gå på barnkalas, trots Åkes högljudda protester. Mamma Anna minns då sitt eget 7-årskalas som urartade i bråk, kränkningar och kladdkaos och ångrar att hon tvingat Åke att gå på kalaset.

## Rollista
- Mona Seilitz – Anna
- Lena Dahlman – Amma
- Wallis Grahn – Marjan
- Hans V. Engström – Pivar
- Gustav Kling – Pruttman
- Leif Nilsson – Nisse
- Johannes Brost – Benjamin
- Jörgen Lantz – Putte
- Gunvor Pontén – mamman
- Johan Hald – Åke, Annas son
- Nina Olsson – Gunnel, Marjans och Nisses dotter

## Visningar och utgivning
Filmen visades 20 maj 1982 på TV1 och utgavs på DVD av Folkets bio 1996.